# Staff Ridge
Staff Ridge är en bergstopp i Antarktis. Den ligger i Östantarktis. Nya Zeeland gör anspråk på området. Toppen på Staff Ridge är 1 381 meter över havet.
Terrängen runt Staff Ridge är huvudsakligen kuperad, men åt sydost är den bergig. Trakten är obefolkad. Det finns inga samhällen i närheten.